# Hiratsuka
Hiratsuka (平塚市, Hiratsuka-shi) és una ciutat de la prefectura de Kanagawa, al Japó.
Segons dades de 2015, té una població estimada de 258.065 habitants i una densitat de població de 3.801 habitants per km². Hiratsuka té una àrea total de 67.88 km².

## Geografia
Hiratsuka està situada a l'oest de la plana de Kantō, a mig camí entre Tòquio i el mont Fuji. Té 5 quilòmetres de costa en l'àrea de Shonan, que costeja la badia de Sagami de l'oceà Pacífic.

## Història
L'àrea de l'actual Hiratsuka ha estat habitada des de temps prehistòrics, i mencions de l'àrea com a part de l'antic districte d'Ōsumi de la província de Sagami es poden trobar en documents del període Nara. Des del període Heian fins al període Kamakura, l'àrea estava dividida en shōens controlats per diversos clans de samurais, i en el període Sengoku fou escenari de diverses batalles entre el clan Hōjō d'Odawara i clan Miura. Després de la derrota del clan Hōjō en la batalla d'Odawara a mans de Toyotomi Hideyoshi, l'àrea passà a les mans de Tokugawa Ieyasu, qui el 1596 construí un palau d'estiu (el Nakahara Goten) on actualment es troba l'Escola d'Educació Primària Hiratsuka-shi Nakahara. Amb l'establiment del shogunat Tokugawa, l'àrea es dividí en tenryōs, i va prosperar com a Hiratsuka-juku, una ciutat-parada de correu postal en la carretera de Tōkaidō que connecta Edo amb Kioto.
Després de la restauració Meiji, el poble de Hiratsuka fou fundada l'1 d'abril de 1889 dins del districite de Naka, a la prefectura de Kanagawa. Es va fusionar amb el poble veí de Suma l'1 d'abril de 1929 i fou proclamada ciutat l'1 d'abril de 1932.
Abans de la Segona Guerra Mundial, Hiratsuka allotjà instal·lacions d'arsenal de la Marina de l'Exèrcit Imperial Japonès, així com fàbriques de la branca militar aeronàutica de Nissan. Hiratsuka fou destruïda en gran part durant el bombardeig de Hiratsuka en la Segona Guerra Mundial el 16 de juliol de 1945. Degut a la seva localització estratègica i àmplies platges, també fou un dels objectius de la invasió del Japó planejada durant les últimes etapes de la guerra.
La ciutat fou ràpidament reconstruïda després de la guerra, annexant diverses viles veïnes a mitjans dels anys 1950 fins a assolir l'àrea total actual. La població va passar els 200.000 habitants el 2001, i Hiratsuka esdevingué una ciutat especial amb major autonomia del govern central.

## Agermanament
- Takayama, Japó, des del 22 d'octubre de 1982
- Hanamaki, Japó, des del 27 d'abril de 1984
- Izu, Japó, des del 6 de febrer de 2013
- Lawrence, Kansas, EUA, des del 21 de setembre de 1990